# 2020年代のSF映画の一覧
2020年代のSF映画の一覧（にせんじゅうねんだいのエスエフえいがのいちらん）。なお、本項では動画配信サービスにて映画として公開された作品（例：ミッドナイト・スカイ）も含む。

## 一覧

### 2020年
| 邦題 原題 英題                                                     | 監督                                      | キャスト | 製作国                                         | 備考                                                        |
| ------------------------------------------------------------------ | ----------------------------------------- | --- | ---------------------------------------------- | ----------------------------------------------------------- |
| 2067                                                               | セス・ラーニー                            | コディ・スミット＝マクフィー ライアン・クワンテン                                                                  | オーストラリアの旗                             |                                                             |
| アーカイヴ Archive                                                 | ギャヴィン・ロザリー                      | テオ・ジェームズ ステイシー・マーティン                                                                            | イギリスの旗                                   |                                                             |
| アルテミスと妖精の身代金 Artemis Fowl                              | ケネス・ブラナー                          | フェルディア・ショー ララ・マクドネル ジョシュ・ギャッド                                                           | アメリカ合衆国の旗                             |                                                             |
| ビルとテッドの時空旅行 音楽で世界を救え! Bill & Ted Face the Music | ディーン・パリソット                      | キアヌ・リーブス アレックス・ウィンター ウィリアム・サドラー                                                       | アメリカ合衆国の旗                             |                                                             |
| ブラッドショット Bloodshot                                         | デヴィッド・S・F・ウィルソン              | ヴィン・ディーゼル エイザ・ゴンザレス ガイ・ピアース                                                               | アメリカ合衆国の旗                             | 漫画『Bloodshot』（ヴァリアント・コミックス刊）を原作とする |
| アンチ・ライフ Breach                                              | ジョン・スーツ                            | ブルース・ウィリス レイチェル・ニコルズ トーマス・ジェーン                                                         | アメリカ合衆国の旗                             |                                                             |
| カラー・アウト・オブ・スペース -遭遇- Color Out of Space           | リチャード・スタンリー                    | ニコラス・ケイジ ジョエリー・リチャードソン                                                                        | アメリカ合衆国の旗                             |                                                             |
| アトラクション 侵略 Invasion                                       | フョードル・ボンダルチュク                | イリーナ・ストラシェンバウム ライナル・ムハメトフ アレクサンドル・ペトロフ                                         | ロシアの旗                                     |                                                             |
| 透明人間 The Invisible Man                                         | リー・ワネル                              | エリザベス・モス オリヴァー・ジャクソン＝コーエン                                                                  | アメリカ合衆国の旗                             |                                                             |
| アース・フォール JIU JITSU Jiu Jitsu                               | ディミトリ・ロゴセティス                  | アラン・ムーシ フランク・グリロ ジュージュー・チャン,ニコラス・ケイジ                                              | アメリカ合衆国の旗                             |                                                             |
| ミッドナイト・スカイ The Midnight Sky                              | ジョージ・クルーニー                      | ジョージ・クルーニー フェリシティ・ジョーンズ                                                                      | アメリカ合衆国の旗                             |                                                             |
| ニュー・ミュータント The New Mutants                               | ジョシュ・ブーン                          | アニャ・テイラー＝ジョイ メイジー・ウィリアムズ チャーリー・ヒートン                                               | アメリカ合衆国の旗                             |                                                             |
| サイコ・ゴアマン PG: Psycho Goreman                                | スティーヴン・コスタンスキ                | ニタ・ジョゼ・ハンナ（Nita-Josee Hanna） オーウェン・マイヤー（Owen Myre） マシュー・ニネーバー（Matthew Ninaber） | カナダの旗                                     |                                                             |
| ポゼッサー Possessor                                               | ブランドン・クローネンバーグ              | クリストファー・アボット アンドレア・ライズボロー ショーン・ビーン                                                 | カナダの旗 · イギリスの旗 · アメリカ合衆国の旗 |                                                             |
| プロジェクト・パワー Project Power                                 | アリエル・シュルマン ヘンリー・ジュースト | ジェイミー・フォックス ジョセフ・ゴードン・レヴィット ドミニク・フィッシュバック                                   | アメリカ合衆国の旗                             |                                                             |
| スカイライン -逆襲- Skylines                                       | リアム・オドネル（Liam O'Donnell）        | リアム・オドネル ローナ・ミトラ アレクサンダー・シディグ                                                           | アメリカ合衆国の旗                             |                                                             |
| ソニック・ザ・ムービー Sonic the Hedgehog                          | ジェフ・ファウラー                        | ベン・シュワルツ ジム・キャリー ジェームズ・マースデン                                                             | アメリカ合衆国の旗                             |                                                             |
| スプートニク Sputnik                                               | エゴール・アブラメンコ                    | オクサナ・アキンシナ フョードル・ボンダルチュク ピョートル・フョードロフ                                           | ロシアの旗                                     |                                                             |
| TENET テネット Tenet                                               | クリストファー・ノーラン                  | ジョン・デヴィッド・ワシントン ロバート・パティンソン エリザベス・デビッキ                                         | イギリスの旗 · アメリカ合衆国の旗              |                                                             |

### 2021年
| 邦題 原題 英題                                                             | 監督                                                          | キャスト                                                              | 製作国                          | 備考                                                                     |
| -------------------------------------------------------------------------- | ------------------------------------------------------------- | --------------------------------------------------------------------- | ------------------------------- | ------------------------------------------------------------------------ |
| カオス・ウォーキング Chaos Walking                                         | ダグ・リーマン                                                | トム・ホランド                                                        | アメリカ合衆国の旗              |                                                                          |
| コズミック・シン Cosmic Sin                                                | エドワード・ドレイク                                          | ブルース・ウィリス                                                    | アメリカ合衆国の旗              |                                                                          |
| CUBE 一度入ったら、最後                                                    | 清水康彦                                                      | 菅田将暉                                                              | 日本の旗                        | 1997年の映画『CUBE』のリメイク。                                         |
| ドント・ルック・アップ Don't Look Up                                       | アダム・マッケイ                                              | レオナルド・ディカプリオ ジェニファー・ローレンスほか多数             | アメリカ合衆国の旗              | ブラックコメディ                                                         |
| Doors                                                                      | サマン・ケシュ                                                |                                                                       | アメリカ合衆国の旗              | ミステリー、スリラー                                                     |
| DUNE/デューン 砂の惑星 Dune                                                | ドゥニ・ヴィルヌーヴ                                          | ティモシー・シャラメ                                                  | アメリカ合衆国の旗              |                                                                          |
| 静かなる侵蝕 Encounter                                                     | マイケル・ピアース                                            | リズ・アーメッド, オクタヴィア・スペンサー                            | イギリスの旗                    |                                                                          |
| シン・エヴァンゲリオン劇場版                                               | 庵野秀明                                                      | 緒方恵美 林原めぐみ                                                   | 日本の旗                        | アニメ映画                                                               |
| フィンチ Finch                                                             | ミゲル・サポチニク                                            | トム・ハンクス ケイレブ・ランドリー・ジョーンズ                       | アメリカ合衆国の旗              |                                                                          |
| フォーエバー・パージ The Forever Purge                                     | Everardo Gout                                                 | アナ・デ・ラ・レゲラ                                                  | アメリカ合衆国の旗              |                                                                          |
| ゴーストバスターズ/アフターライフ Ghostbusters: Afterlife                  | ジェイソン・ライトマン                                        | キャリー・クーン, フィン・ウルフハード                                | アメリカ合衆国の旗              | スーパーナチュラルコメディ                                               |
| Glasshouse                                                                 | ケルシー・イーガン                                            | ジェシカ・アレクサンダー                                              | 南アフリカ共和国の旗            |                                                                          |
| ゴジラvsコング Godzilla vs. Kong                                           | アダム・ウィンガード                                          | アレクサンダー・スカルスガルド                                        | アメリカ合衆国の旗              | 『モンスターバース』シリーズ第4弾                                        |
| こぼれる記憶の海で Little Fish                                             | チャド・ハーティガン                                          | オリヴィア・クック                                                    | アメリカ合衆国の旗              |                                                                          |
| マトリックス レザレクションズ The Matrix Resurrections                     | ラナ・ウォシャウスキー                                        | キアヌ・リーヴス                                                      | アメリカ合衆国の旗              | 『マトリックス』18年ぶりのシリーズ第4弾                                  |
| - ミッチェル家とマシンの反乱 - The Mitchells vs. the Machines              | マイク・リアンダ                                              | アビ・ジェイコブソン,ダニー・マクブライド,                            | アメリカ合衆国の旗              | アニメ映画                                                               |
| マザー/アンドロイド Mother/Android                                         | マットソン・トムリン                                          | クロエ・グレース・モレッツ, アルジー・スミス                          | アメリカ合衆国の旗              |                                                                          |
| 時間層の中の針 en:Needle in a Timestack                                    | ジョン・リドリー                                              | レスリー・オドム・Jr, フリーダ・ピントー                              | アメリカ合衆国の旗              | 同名短編小説の映画化                                                     |
| こんにちは、私のお母さん 你好，李焕英                                      | ジア・リン                                                    |                                                                       | 中華人民共和国の旗              | タイムトラベル                                                           |
| ディストピア2043 未知なる能力 Night Raiders                                | ダニス・グーレ                                                | - エル＝メイジャ・テイルフェアーズ - ブルックリン・レテクシエ＝ハート | ニュージーランド                |                                                                          |
| デンジャー・ゾーン Outside the Wire                                        | ミカエル・ハフストローム                                      | アンソニー・マッキー, ダムソン・イドリス, エミリー・ビーチャム        | アメリカ合衆国の旗              |                                                                          |
| オキシジェン Oxygen                                                        | アレクサンドル・アジャ                                        | メラニー・ロラン                                                      | フランスの旗                    |                                                                          |
| Quarantine                                                                 | ディアナ・リンゴ                                              | アナトリー・ベリー                                                    | フィンランドの旗 · ロシアの旗   | ディストピア                                                             |
| レミニセンス Reminiscence                                                  | リサ・ジョイ                                                  | ヒュー・ジャックマン                                                  | アメリカ合衆国の旗              |                                                                          |
| マーズ Settlers                                                            | ワイアット・ロックフェラー（Wyatt Rockefeller）               | ソフィア・ブテラ                                                      | イギリスの旗                    |                                                                          |
| 密航者 Stowaway                                                            | ジョー・ペナ                                                  | アナ・ケンドリック ダニエル・デイ・キム                               | アメリカ合衆国の旗 · ドイツの旗 | スリラー                                                                 |
| スペース・スウィーパーズ Space Sweepers                                    | チョ・ソンヒ                                                  | ソン・ジュンギ                                                        | 大韓民国の旗                    |                                                                          |
| スパイダーマン:ノー・ウェイ・ホーム Spider-Man: No Way Home                | ジョン・ワッツ                                                | トム・ホランド                                                        | アメリカ合衆国の旗              | スーパーヒーロー                                                         |
| Strawberry Mansion                                                         | アルバート・バーニー( Albert Birney) ケンタッカー・オードリー | ペニー・フラー Kentucker Audley                                       | アメリカ合衆国の旗              |                                                                          |
| ザ・スーサイド・スクワッド “極”悪党、集結 The Suicide Squad                | ジェームズ・ガン                                              | マーゴット・ロビー, イドリス・エルバ, ジョン・シナ                    | アメリカ合衆国の旗              | 『DCエクステンデッド・ユニバース』第10作目                               |
| プロジェクト：ユリシーズ Tides                                             | ティム・フェールバウム                                        | ノラ・アルネゼデール                                                  | スイスの旗 · ドイツの旗         |                                                                          |
| トゥモロー・ウォー The Tomorrow War                                        | クリス・マッケイ                                              | クリス・プラット                                                      | アメリカ合衆国の旗              |                                                                          |
| ヴェノム:レット・ゼア・ビー・カーネイジ Venom: Let There Be Carnage        | アンディ・サーキス                                            | トム・ハーディ, ウディ・ハレルソン                                    | アメリカ合衆国の旗              |                                                                          |
| ヴォイジャー Voyagers                                                      | ニール・バーガー                                              | タイ・シェリダン                                                      | アメリカ合衆国の旗              |                                                                          |
| ワーニング Warning                                                         | アガタ・アレクサンダー（Agata Alexander）                     | アレックス・ペティファー, アリス・イヴ                                | ポーランド                      |                                                                          |
| ゾーン414 Zone 414                                                         | Andrew Baird                                                  | ガイ・ピアース                                                        | アメリカ合衆国の旗              |                                                                          |
| ジャスティス・リーグ:ザック・スナイダーカット Zack Snyder's Justice League | ザック・スナイダー                                            | ヘンリー・カヴィル, ベン・アフレック                                  | アメリカ合衆国の旗              | 2017年に公開された映画『ジャスティス・リーグ』のディレクターズ・カット版 |
| SEOBOK/ソボク 서복                                                         | イ・ヨンジュ                                                  | コン・ユ, パク・ボゴム                                                | 大韓民国の旗                    |                                                                          |

### 2022
| 邦題 原題 英題                                                                       | 監督                                     | キャスト                                                                                 | 製作国                 | 備考                                                                                                   |
| ------------------------------------------------------------------------------------ | ---------------------------------------- | ---------------------------------------------------------------------------------------- | ---------------------- | --- |
| 大怪獣のあとしまつ                                                                   | 三木聡                                   | 山田涼介                                                                                 | 日本の旗               | 製作は松竹と東映が共同で行っており、両社にとって初めての試みである                                     |
| The Abandon                                                                          | Jason Satterlund                         | ジョナサン・ローゼンタール（Jonathan Rosenthal）, Tamara Perry, Regis Terencio, Dan Kyle | アメリカ合衆国の旗     | スリラー/ホラー                                                                                        |
| アダム&アダムThe Adam Project                                                        | ショーン・レヴィ                         | ライアン・レイノルズ                                                                     | アメリカ合衆国の旗     | アクションアドベンチャー/コメディ                                                                      |
| アフター・ヤン After Yang                                                            | コゴナダ                                 | コリン・ファレル                                                                         | アメリカ合衆国の旗     | アレクサンダー・ワインスタインの短編小説「Saying Goodbye to Yang」の映画化。                           |
| 宇宙+人第一部 ko:외계+인                                                             | チェ・ドンフン                           | リュ・ジュンヨル                                                                         | 大韓民国の旗           | 高麗末期から2022年の韓国を舞台としたSF映画                                                             |
| en:The Artifice Girl                                                                 | Franklin Ritch                           | Tatum Matthews, Sinda Nichols, David Girard, Lance Henriksen                             | アメリカ合衆国の旗     | ミステリー/スリラー                                                                                    |
| en:Attack: Part 1                                                                    | Lakshya Raj Anand                        | ジョン・エイブラハム, Rakul Preet Singh, Jacqueline Fernandez, Prakash Raj               | India                  | アクション映画                                                                                         |
| アバター:ウェイ・オブ・ウォーター Avatar: The Way of Water                           | ジェームズ・キャメロン                   | サム・ワーシントン ゾーイ・サルダナ シガニー・ウィーバー                                 | アメリカ合衆国の旗     | 『アバター』の続編                                                                                     |
| ビッグバグ Bigbug                                                                    | ジャン＝ピエール・ジュネ                 | エルザ・ジルベルスタイン                                                                 | フランスの旗           | Netflixにて配信された。                                                                                |
| ブラックパンサー/ワカンダ・フォーエバー Black Panther: Wakanda Forever               | ライアン・クーグラー                     | レティーシャ・ライト ルピタ・ニョンゴ                                                    | アメリカ合衆国の旗     | |
| Captain                                                                              | シャクティ・サウンダー・ラジャン         | Arya, アイシュワリヤー・ラクシュミ                                                       | India                  | モンスター映画                                                                                         |
| クライムズ・オブ・ザ・フューチャー Crimes of the Future                              | デヴィッド・クローネンバーグ             | ヴィゴ・モーテンセン レア・セドゥ クリステン・スチュワート                               | カナダの旗             | ホラー映画                                                                                             |
| デュアル Dual                                                                        | ライリー・ステアンズ                     | カレン・ギラン                                                                           | アメリカ合衆国の旗     | |
| エブリシング・エブリウェア・オール・アット・ワンス Everything Everywhere All at Once | ダニエル・クワン ダニエル・シャイナート  | ミシェル・ヨー キー・ホイ・クァン ステファニー・スー                                     | アメリカ合衆国の旗     | |
| ジュラシック・ワールド/新たなる支配者 Jurassic World Dominion                        | コリン・トレヴォロウ                     | クリス・プラット                                                                         | アメリカ合衆国の旗     | |
| en:Kids vs. Aliens                                                                   | ジェイソン・アイズナー                   | Dominic Mariche, Phoebe Rex, Calem MacDonald, Asher Grayson                              | アメリカ合衆国の旗     | ホラー映画                                                                                             |
| Legion Of Super-Heroes                                                               | en:Jeff Wamester                         | メグ・ドネリー                                                                           | アメリカ合衆国の旗     | アニメ映画                                                                                             |
| バズ・ライトイヤーLightyear                                                          | アンガス・マクレーン                     | クリス・エヴァンス                                                                       | アメリカ合衆国の旗     | アニメ映画『トイ・ストーリー』シリーズのスピンオフ作品で、バズ・ライトイヤーの背景設定を基にしている。 |
| LOLA                                                                                 | アンドリュー・レッグ                     | エマ・アップルトン, Stefanie Martini                                                     | Ireland United Kingdom | 架空の第二次世界大戦を題材としたファウンド・フッテージ                                                 |
| Maika: The Girl From Another Galaxy                                                  | ハム・トラン                             | Chu Diep Anh, Kim Nha, Ngoc Tuong, Truong Phu                                            | Vietnam                | |
| 機動戦士ガンダム ククルス・ドアンの島                                                | 安彦良和                                 |                                                                                          | 日本の旗               | テレビアニメ『機動戦士ガンダム』の第15話「ククルス・ドアンの島」のリメイク                             |
| Monolith                                                                             | Matt Vesely                              |                                                                                          | Australia              | |
| ムーンフォールMoonfall                                                               | ローランド・エメリッヒ                   | ハル・ベリー                                                                             | アメリカ合衆国の旗     | |
| zh:獨行月球                                                                          | Zhang Chiyu                              | シェン・トン                                                                             | China                  | |
| NOPE/ノープ Nope                                                                     | ジョーダン・ピール                       | ダニエル・カルーヤ,キキ・パーマー                                                        | アメリカ合衆国の旗     | |
| Petrópolis                                                                           | en:Valery Fokin                          | アントン・シャギン, Yuliya Snigir                                                        | Russia                 | |
| プレデター:ザ・プレイ Prey                                                           | ダン・トラクテンバーグ                   | アンバー・ミッドサンダー                                                                 | アメリカ合衆国の旗     | 『プレデター』シリーズ第4作までの前日譚。                                                              |
| RUBIKON ルビコン de:Rubikon (2022)                                                   | マグダレナ・ラウリッチ                   | ユリア・フランツ・リヒター                                                               | Austria                | |
| シン・ウルトラマン                                                                   | 樋口真嗣                                 | 斎藤工, 長澤まさみ                                                                       | 日本の旗               | |
| ソニック・ザ・ムービー/ソニック VS ナックルズSonic the Hedgehog 2                    | ジェフ・ファウラー                       | ベン・シュワルツ                                                                         | アメリカ合衆国の旗     | |
| スパイダーヘッド Spiderhead                                                          | ジョセフ・コシンスキー                   | クリス・ヘムズワース                                                                     | アメリカ合衆国の旗     | ジョージ・ソーンダーズによる短編小説「Escape From Spiderhead」の映画化。                               |
| ストレンジ・ワールド/もうひとつの世界 Strange World                                  | ドン・ホール                             | ジェイク・ギレンホール デニス・クエイド                                                  | アメリカ合衆国の旗     | アニメ映画                                                                                             |
| sv:UFO Sweden                                                                        | ビクター・ダネル（Victor Danell）        | Inez Dahl Torhaug, Jesper Barkselius, Eva Melander, Sara Shirpey                         | スウェーデンの旗       | SFアドベンチャー                                                                                       |
| VESPER ヴェスパー Vesper                                                             | クリスティーナ・ブオジーテ, Bruno Samper | ラフィエラ・チャップマン, エディ・マーサン                                               | Lithuania Belgium      | |
| W                                                                                    | アンナ・エーリクソン                     | Anna Eriksson, Parco Lee, Jussi Parviainen                                               | フィンランドの旗       | |
| 未来戦記 Warriors of Future                                                          | ン・ヒンファイ（呉炫輝）                 | ルイス・クー                                                                             | 香港の旗               | |

### 2023
| 邦題 原題 英題                                                   | 監督 | キャスト | 製作国             | 備考 |
| ---------------------------------------------------------------- | ---- | -------- | ------------------ | ---- |
| トランスフォーマー/ビースト覚醒 Transformers: Rise of the Beasts |      |          | アメリカ合衆国の旗 |      |